# CXCR3
趋化因子受体CXCR3是G蛋白偶连的七跨膜域受体，可选择性地与CXC趋化因子（CXCL9，CXCL10，和CXCL11）结合。 CXCR3又称G蛋白偶联受体9(GPR9)和CD183。有两种变异的CXCR3受体。CXCR3－A与CXCL9， CXCL10，CXCL11结合；而CXCR3-B除了与CXCL9， CXCL10，CXCL11结合外还可以与CXCL4结合。

## 表达
CXCR3主要表达在T细胞、自然杀伤细胞活性上，有的上皮细胞和一些内皮细胞也表达CXCR3。 I型辅助T细胞（Th1）优先表达CXCR3及CCR5，而II型辅助T细胞（Th2）表达CCR3和CCR4。 CXCR3与配体结合后在诱导I型辅助T细胞（Th1）迁移的同时又阻止II型辅助T细胞（Th2）的迁徙。从而增强T细胞的分化效应。

## 信号传递
CXCR3与其配体CXCL9， CXCL10，CXCL11的结合，能引起细胞钙离子的内流，启动肌醇磷脂3-激酶和丝裂原活化蛋白激酶（MAPK）。详细的信号通路尚未确立，但与其他的趋化因子受体的信号传递有类似的激酶。

## 功能
CXCR3调节白细胞迁徙。CXCR3与配体相互作用引起I型辅助T细胞（Th1）的迁移，并促进I型辅助T细胞（Th1）成熟。

## 疾病
CXCR3可能在下列疾病中起作用，包括动脉粥样硬化、多发性硬化、肺纤维化, I型糖尿病，重症肌无力、急性心脏移植排斥。开发阻断CXCR3与其配体相互作用的药物可提供治疗这些疾病的新途径。